# Plectranthias yamakawai
Plectranthias yamakawai är en fiskart som fick sin vetenskapliga beskrivning år 1972 av den japanske iktyologen Tetsuo Yoshino. Tillsammans med ett stort antal övriga arter ingår den i släktet Plectranthias och familjen havsabborrfiskar. Inga underarter finns listade i Catalogue of Life.